# البلبل (مجلة)
مجلة البلبل هي مجلة مصرية أسبوعية صدرت عن دار الجيب في أواخر أربعينيات القرن العشرين. صاحبتها ورئيسة تحريرها إجلال حافظ، صدر العدد الأول منها في سبتمبر 1946م، ليست هناك أسماء أخرى في ترويسة المجلة غير رئيس التحرير. القطع 28×21 سم، توجه إلى الأطفال ابتداءً من سن العاشرة.
تعتمد المجلة على النكات والرسوم الكرتونية. المجلة غير ملونة عدا الغلافين الأول والأخير، كما تعتمد المجلة على الترجمة في كثير من موادها، خاصة الرسوم الكرتونية والتي يوقع عليها رسام المجلة باسمه، ليست هناك توقيعات على القصص والأبواب الثابتة، وهناك توقيعات باسم بابا شفيق، وهو في المقام الأول مترجم أكثر مما هو مؤلف، عدد صفحات المجلة 12 صفحة، تضم أبرز شخصيات مجلة لوريل وهاردي، وطرزان، بالإضافة إلى استربس مترجم عن الكلبة «لاسي»، يُلاحظ أن رسوم لوريل وهاردي نفسها هنا هي التي تم الاستعانة بها في المجلة اللبنانية التي صدرت في الستينيات، تضم المجلة مسابقات العدد مثل الاختلافات، أو ابحث عن، وعادة تنشر المجلة الحلول وأسماء عشرة  من الفائزين مقرون اسم كل منهم بالمدارس التي يدرسون فيها، ويعلن في صفحة المسابقات أن الجوائز سترسل إلى الفائزين على مدارسهم، بما يعني قوة العلاقة بين المجلة والمدارس، وعادة ما تنشر المجلة أخبار المدارس في باب ثابت، وهي أخبار خاصة بالبطولات الرياضية، والأنشطة الفنية أو التعليمية أو الاجتماعية، وتحت عنوان «يحبون البلبل والبلبل يحبهم» تنشر المجلة صور وأسماء بعض القراء وفي باب اضحك تنشر المجلة المساهمات المضحكة التي يرسل بها القراء والتلاميذ، وغالباً ما يقرن أسماؤهم بالمدرسة أو اسم المدينة، تعتمد المجلة في الرسوم على الفنان مصطفى كمال. ليس للمجلة ملاحق وتنشر المجلة إعلانات في أضيق الحدود، وقد استمر صدورها أكثر من خمس سنوات.

## الأبواب
- الركن الثقافي
- ركن المسابقات
- أخبار المدارس
- اضحك